# Linea 9 (metropolitana di Barcellona)

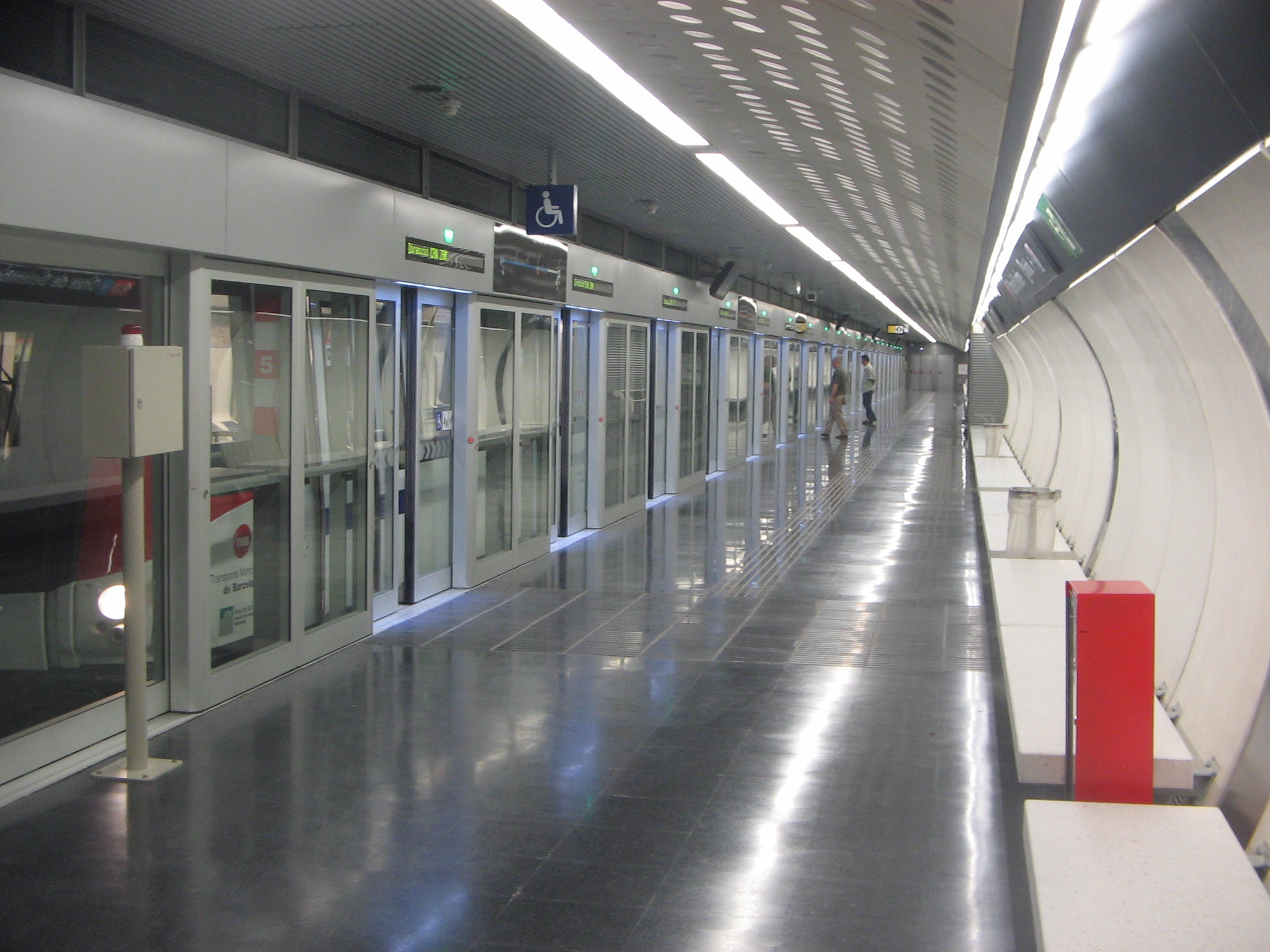
Stazione della L9

La linea 9 della metropolitana di Barcellona è una linea in gran parte in esercizio, con una sezione ancora in costruzione, che serve la città di Barcellona, in Spagna. Il progetto prevede, a lavori ultimati, la copertura di una tratta di 47,8 km tra Badalona e l'aeroporto del Prat di Llobregat, servendo oltre 40 stazioni. Di questa tratta, 43,71 km saranno realizzati in sotterranea, costituendo così la linea di metropolitana sotterranea più lunga d'Europa, superando la linea 9 della metropolitana di Mosca (41,5 km), la linea 12 della metropolitana di Madrid (41 km) e la Northern line della metropolitana di Londra.
La parte centrale del tracciato tra Bon Pastor e Gornal è in comune con la linea 10, così come la tratta tra la stazione Fira e l'aeroporto secondo il progetto dovrebbe essere condivisa con l'estensione prevista della Linea 2. Oltre a coprire zone urbane non ancora servite dalla metropolitana, il tracciato complessivo delle linee 9 e 10 attraversa cinque comuni (Santa Coloma de Gramenet, Badalona, Barcellona, L'Hospitalet de Llobregat e El Prat de Llobregat) e oltre all'aeroporto, collegherà una serie di centri logistici importanti tra cui la Zona Franca, la Fiera, il porto, la cittadella della Giustizia, il Parc Güell, il Camp Nou e la Ciutat del Bàsquet.
La prima tratta della linea 9, è entrata in esercizio nel 2009 e a febbraio 2016 presentava una lunghezza di 7,9 km con nove stazioni tra Can Zam e la stazione ferroviaria de La Sagrera.
La seconda tratta della linea 9, è entrata in esercizio il 12 febbraio 2016 e presenta una lunghezza di 19,6 km con quindici stazioni tra Zona Universitària e Aeroport T1.
Dal momento che le due tratte sono isolate (la sezione centrale che dovrebbe congiungerle è ancora in costruzione), sono state denominate provvisoriamente linea 9 Nord (da Can Zam a La Sagrera) e linea 9 Sud (da Zona Universitària a Aeroport T1).

## Storia
L'inaugurazione del primo tratto (linea 9 Nord), composto da 5 stazioni, è avvenuta il 13 dicembre 2009. La linea venne poi estesa progressivamente fino a congiungere il capolinea di Can Zam, a Santa Coloma de Gramenet, con il capolinea provvisorio de La Sagrera, che serve anche da coincidenza con le linee 1 e 5.
A seguito della crisi economica, il 21 aprile 2011 la Generalitat de Catalunya ha ordinato la sospensione a tempo indeterminato dei lavori relativi alla tratta centrale tra La Sagrera e Zona Universitària, che comprende undici stazioni nella zona nord di Barcellona.
Per quanto riguarda invece la linea 9 Sud di 20 km tra Zona Universitària e il terminale T1 dell'aeroporto del Prat l'entrata in esercizio è avvenuta il 12 febbraio 2016.

## Caratteristiche costruttive
Ad eccezione di alcuni tratti in trincea e dei viadotti, la maggior parte del tracciato (43,71 km) sarà in sotterranea, condiviso tra la linea 9 e la linea 10, a tunnel unico di 11,70 metri di diametro con binari e stazioni realizzati su due livelli sovrapposti, ognuno dedicato a una direzione di marcia. Per lo scavo si utilizzano talpe meccaniche di tipo EPB (Earth Pressure Balance) che perforano e al tempo stesso consolidano il tunnel e permettono di realizzare al suo interno le stazioni e le altre infrastrutture ausiliarie

Sezione del tunnel nelle zone di marcia e nelle stazioni

Le stazioni sono poste a profondità comprese tra i 25 e i 50 metri per evitare problemi in superficie. Le stazioni a maggior profondità sono realizzate sotto forma di pozzi circolari con l'eccezione della stazione La Salut che è rettangolare.
I lavori del tracciato sono stati suddivisi in quattro lotti che attraversano la città di Barcellona nel senso orizzontale. All'estremità occidentale della tratta centrale (lotto III) si diramano la tratta coperta dal lotto I, utilizzata esclusivamente per la linea 10 fino al capolinea previsto di Zona Franca, e la tratta coperta dal lotto II, destinata alla linea 9, che serve il centro di l'Hospitalet ed El Prat de Llobregat fino al capolinea (Aeroporto di Barcellona-El Prat). All'estremità orientale della tratta centrale c'è un'altra biforcazione (lotto IV) di cui un ramo arriva al capolinea della L9 Nord a Can Zam (Santa Coloma de Gramenet) e l'altro al capolinea della L10 a Gorg (Badalona):
- Lotto I (in esercizio): Aeroport T1 - Parc Logístic (L9 Sud)
- Lotto II (in esercizio parziale per le linee L9 Sud e L10 Sud): Parc Logístic/Zona Franca Zal - Zona Universitària (L9 e L10)
- Lotto III (sospeso a tempo indeterminato): Zona Universitària - La Sagrera (L9 Sud e L10)
- Lotto IV (in esercizio): La Sagrera - Can Zam (L9 Nord)/Gorg (L10)

### Stazioni
Le stazioni sono costruite all'interno di pozzi di 25 metri di diametro e sono accessibili ai passeggeri tramite ascensori adatti anche a persone con mobilità ridotta. Questa soluzione consente di realizzare le stazioni anche in zone ad elevata densità costruttiva e di eseguire i lavori in modo indipendente dall'avanzamento del tunnel ferroviario, comprese le zone in cui la galleria non è ancora arrivata.
Nonostante le denominazioni delle stazioni fossero state già definite nel progetto iniziale, in corso d'opera alcune stazioni sono state rinominate. Un esempio è la stazione Campus Sud che originariamente doveva chiamarsi Avinguda de Xile, come la corrispondente fermata del Trambaix, che è stata rinominata Camp Nou dopo una campagna condotta dal programma sportivo Hat-trick Barça di TV3.

## Materiale rotabile
La linea 9 utilizza treni Alstom serie 9000, gli stessi usati per la linea 2 e la linea 10, nella versione dotata del sistema ATC-S di guida automatica senza conduttore. Su ogni vettura è comunque prevista la presenza di un tecnico di operazioni sulle linee automatiche (Tècnic d'Operació de Línies Automàtiques, TOLA) incaricato all'assistenza ai passeggeri e alla conduzione manuale dei treni in caso di guasto del sistema automatizzato.

## Percorso
| Airport | Urban head station in tunnel |  |

| Unused airport | Urban tunnel unused stop on in-use track |  |

| Airport | Unknown route-map component "utINT" |  |

| Urban tunnel stop on track |

| Urban tunnel stop on track |

| Urban tunnel stop on track |

| Unknown route-map component "utINT" |

| Urban tunnel unused stop on in-use track |

| Urban tunnel stop on track |

| Unknown route-map component "utKRZW" |

| Urban tunnel stop on track |

| Urban tunnel stop on track |

|  | Unknown route-map component "uetABZgl" | Unknown route-map component "uextSTR+r" |

| Unknown route-map component "uextCONTgq" | Unknown route-map component "utINT" | Unknown route-map component "uextSTRr" |

| Unknown route-map component "utINT" |

| Unknown route-map component "utCONTgq" | Unknown route-map component "utABZg+r" |  |

| Unknown route-map component "utINT" |

| Unknown route-map component "utINT" |

| Unknown route-map component "utINT" |

| Unknown route-map component "uetINT" |

| Urban tunnel end station, unused through track |

| Unknown route-map component "uextINT" |

| Unknown route-map component "uextINT" |

| Unknown route-map component "uextINT" |

| Unknown route-map component "uextINT" |

| Unknown route-map component "uextINT" |

| Unknown route-map component "uextINT" |

| Unknown route-map component "uextINT" |

| Unknown route-map component "uextINT" |

| Unknown route-map component "uextINT" |

| Unknown route-map component "uextINT" |

| Unknown route-map component "uextINT" |

| Urban head station in tunnel + Unknown route-map component "HUBaq" | Unknown route-map component "uextINT" + Unknown route-map component "HUBeq" |  |

| Unknown route-map component "uetINT" + Unknown route-map component "HUBaq" | Unknown route-map component "uextINT" + Unknown route-map component "HUBeq" |  |

| Unknown route-map component "uxtKRWgl" | Unknown route-map component "uxtKRWg+r" |  |

| Unknown route-map component "uextCONTgq" | Unknown route-map component "uextSTRr" | Urban tunnel straight track |  |  |

| Unknown route-map component "utKDSTaq" | Unknown route-map component "utABZgr" |  |

| Unknown route-map component "utINT" |

| Unknown route-map component "utINT" |

| Unknown route-map component "utKRZW" |

| Unknown route-map component "utCONTgq" | Unknown route-map component "utABZgr" |  |

| Urban tunnel stop on track |

| Urban tunnel stop on track |

| Unknown route-map component "utINT" |

| Urban tunnel stop on track |

| Urban tunnel stop on track |

| Urban tunnel station on track |

| Unknown route-map component "REPAIR" | Unknown route-map component "utKDSTe" |  |

|  |